# Триптих — август 1972
«Триптих — август 1972» (англ. Triptych–August 1972) — триптих британского художника ирландского происхождения Фрэнсиса Бэкона. Он написан с помощью масляных красок и песка на холсте. Триптих был создан в память Джорджа Дайера, любовника Бэкона, покончившего жизнь самоубийством 24 октября 1971 года, накануне ретроспективы художника в парижском Большом дворце, тогда бывшей самой высокой честью, которой удостоился Бэкон.
Работа является вторым в череде из трёх «Чёрных триптихов», созданных Бэконом в память о своём возлюбленном. Даты последних двух триптихов включены в их названия, что указывает на то, что Бэкон воспринимал их как почти дневниковые записи в очень мрачный период своей жизни. Таким образом, картины представляют собой фиксацию того, как Бэкон справлялся с потерей Дайера в конкретное время. Они пронизаны преследующим художника чувством вины, испытываемой любым, кто потерял близкого друга из-за его самоубийства.

## Описание
Портреты на боковых частях триптиха основаны на фотографиях Дайера, сделанных Джоном Дикином в середине 1960-х годов. Они точно воспроизводят эти снимки, за исключением того, что их чёрный фон заменяет стену студии. На них Дайер в нижнем белье позирует на стуле в мастерской художника. Он изображен мускулистым и сильным, но беспокойным и чувствующим себя не в своей тарелке, и обе боковые части наполнены чувствами движения и напряжения. Дайер представлен как человек, буквально разваливающийся на части. Его тело изуродовано; чёрная кайма растворяется в его теле в обеих частях, оставляя пустоту вместо значительных частей его туловища. В то же время тело его кажется тающим, оставляющим пятна плоти на плоскости под ним. Бэкон описал этот эффект как изображение «жизни, вытекающей из него».
На центральной картине триптиха изображены двое мужчин, занимающихся сексом; по-видимому, Бэкон в этой части вспоминает свои встречи со своим потерянным любовником. Изображение основано на серии фотографий борцов Эдварда Мейбриджа, к которой он часто обращался в своём творчестве, но развивает их идею намного дальше, напрямую связывая акт любви с актами насилия. Тем не менее картина выглядит довольно целомудренной: верхняя фигура изображена без гениталий. По мнению искусствоведа Дениса Фарра их объятия не выглядят актом привязанности, а скорее больше напоминают «смертельный бой». Фоны внешних частей триптиха обрезаны снизу чёрными прямоугольными треугольниками, резко контрастирующие с низом фона центральной картины. Эта композиционная структура, возможно, была заимствована из «Купальщиков у реки» Анри Матисса, в которой также используются геометрические формы, чтобы отделить три фигуры и создать широкие пространства. Как и во всех «Чёрных триптихах» в этой работе доминируют дверные проёмы, создающие угрожающее и зловещее присутствие, символизирующее смерть и пустоту, через которую субъекту предстоит пройти. Именно дверные проём испускают тьму, представленную чёрной краской, которая давит и буквально поглощает изображение Дайера, удаляя большие части его плоти. В левой картине он потерял большую часть своего туловища, а в правой — часть плоти, проходящей от его талии до челюсти. Обе фигуры в центральной панели также разрушены и уменьшены. Искусствовед Виланд Шмидт утверждал, что если можно было бы продлить триптих во времени, то чёрный цвет «поглотил бы их полностью». Бэкон впервые использовал подобный мотив в своём «Распятии» 1965 года.